# Gol Kanag
Gol Kanag (persiska: گل کنگ, Golkānak) är en ort i Iran.   Den ligger i provinsen Västazarbaijan, i den nordvästra delen av landet, 500 km väster om huvudstaden Teheran. Gol Kanag ligger 1 326 meter över havet och antalet invånare är 472.
Terrängen runt Gol Kanag är kuperad åt nordost, men åt sydväst är den bergig. Gol Kanag ligger nere i en dal. Runt Gol Kanag är det ganska tätbefolkat, med 80 invånare per kvadratkilometer. Närmaste större samhälle är Ālvātān, 16,2 km norr om Gol Kanag. Trakten runt Gol Kanag består i huvudsak av gräsmarker.